# Diaphoroseius josephi
Diaphoroseius josephi är en spindeldjursart som först beskrevs av Yoshida-Shaul och Chant 1991.  Diaphoroseius josephi ingår i släktet Diaphoroseius och familjen Phytoseiidae. Inga underarter finns listade i Catalogue of Life.